# Eleccions legislatives turques de 2007
Les eleccions legislatives turques de 2007 se celebraren el 22 de juliol de 2007 per a renovar els 550 diputats de la Gran Assemblea Nacional de Turquia. El Partit de la Justícia i el Desenvolupament vencé per majoria absoluta i el seu cap Recep Tayyip Erdoğan continuà en el càrrec de primer ministre de Turquia.
Pel que fa a les minories, el patriarca Mesrob II Mutafyan de Constantinoble, líder religiós dels armenis de Turquia, ha donat el seu suport a l'AKP, mentre que els alevis no donaren suport al Partit Republicà del Poble, com havien fet altres vegades. El cap de la Suprema Junta Electoral Muammer Aydin afirma que després de l'escrutini dels candidats en termes de la seva acceptabilitat, la Junta Electoral va decidir que Erbakan i els antics parlamentaris del DEP (Partit per una Societat Democràtica) Orhan Dogan, Selim Sadako i Hatip Dicle, que va ser empresonat després de ser declarat culpable de donar suport al Partit dels Treballadors del Kurdistan, no podrien presentar-se com a candidats a les eleccions.

## Resultats
Resultats de les eleccions a l'Assemblea de Turquia de 22 de juliol de 2007.
| Partits | Vots       | Vots  | Vots   | Escons | Escons |
| Partits | No.        | %     | ±      | No.    | ±      |
| --- | ---------- | ----- | ------ | ------ | ------ |
| Partit de la Justícia i el Desenvolupament (Adalet ve Kalkınma Partisi, AKP) | 16,340,534 | 46.66 | +12.38 | 341    | –23    |
| Partit Republicà del Poble (Cumhuriyet Halk Partisi, CHP) | 7,300,234  | 20.85 | +1.46  | 112    | –66    |
| Partit del Moviment Nacional (Milliyetçi Hareket Partisi, MHP) | 5,004,003  | 14.29 | +5.93  | 71     | +71    |
| Partit Democràtic (Demokrat Parti, DP) | 1,895,807  | 5.41  | –4.13  | 0      | ±0     |
| Independents (Bağımsız) | 1,822,253  | 5.20  | +4.20  | 26     | +18    |
| Partit Jove (Genç Parti, GP) | 1,062,352  | 3.03  | –4.22  | 0      | ±0     |
| Partit de la Felicitat (Saadet Partisi, SP) | 817,843    | 2.34  | –0.15  | 0      | ±0     |
| Partit per una Turquia Independent (Bağımsız Türkiye Partisi, BTP) | 178,694    | 0.51  | +0.03  | 0      | ±0     |
| Partit de l'Ascens del Poble (Halkın Yükselişi Partisi, HYP) | 175,544    | 0.50  | +0.50  | 0      | ±0     |
| Partit dels Treballadors (İşçi Partisi, İP) | 127,220    | 0.36  | –0.15  | 0      | ±0     |
| Partit Turquia Il·lustrada (Aydınlık Türkiye Partisi, ATP) | 99,938     | 0.29  | +0.29  | 0      | ±0     |
| Partit Comunista de Turquia (Türkiye Komünist Partisi, TKP) | 77,657     | 0.22  | +0.03  | 0      | ±0     |
| Partit de la Llibertat i el Socialisme (Özgürlük ve Dayanışma Partisi, ÖDP) | 51,945     | 0.15  | –0.19  | 0      | ±0     |
| Partit Liberal Democràtic (Liberal Demokrat Parti, LDP) | 36,717     | 0.10  | –0.18  | 0      | ±0     |
| Partit del Treball (Emek Partisi, EMEP) | 26,574     | 0.08  | +0.08  | 0      | ±0     |
| Total (participació 84,4%) | 35,017,315 | 100.0 | —      | 550    | —      |

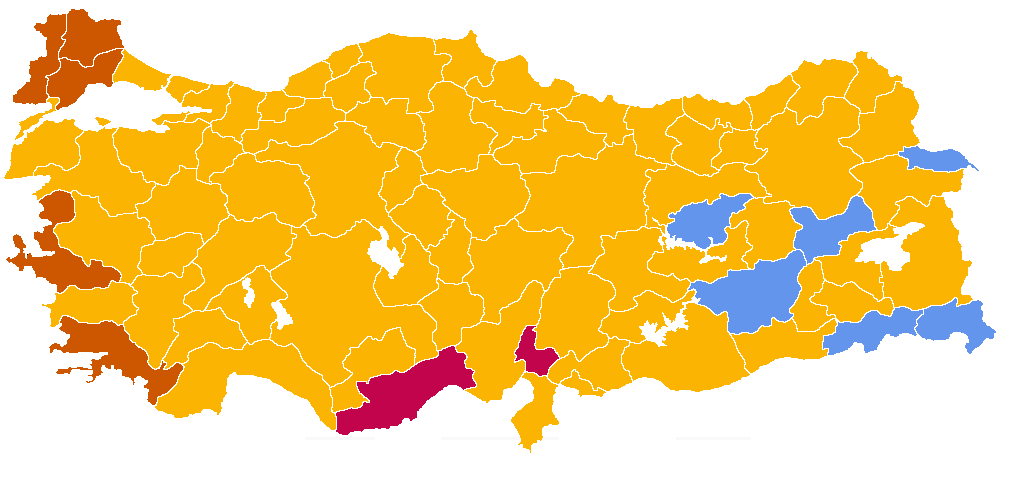
Partit més votat per províncies
AKP
Independents
CHP
MHP

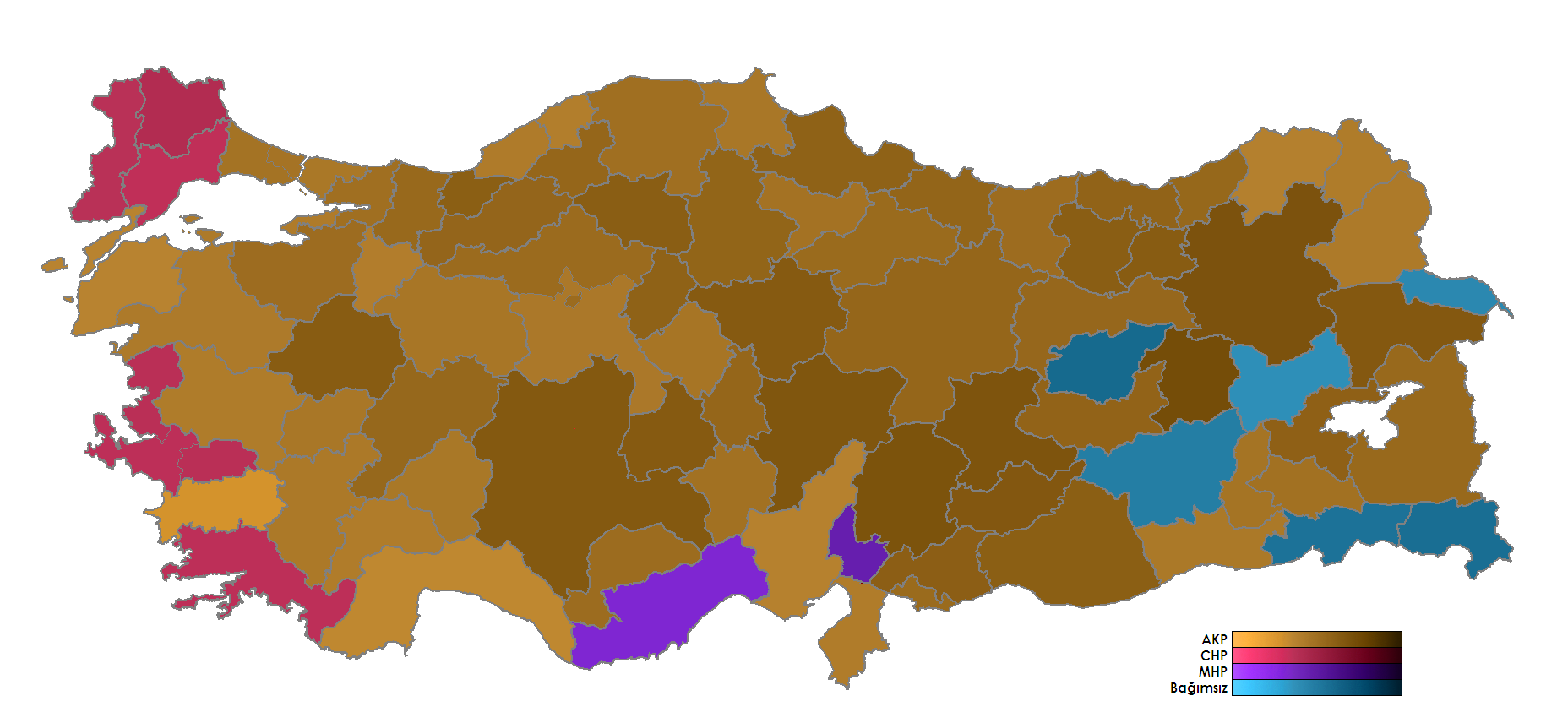
Partit vencedor per província el 2007 diferenciant de clar (guanyador) to fosc (gran majoria)

| Font: Seçim 2007 Arxivat 2008-09-21 a Wayback Machine. Els escons independents estat repartits: - 22 membres del Partit de la Societat Democràtica i el líder socialista llibertari Ufuk Uras - el cap del Partit de la Gran Unió, Muhsin Yazıcıoğlu - l'exprimer ministre Mesut Yılmaz del Partit de la Mare Pàtria - l'antic membre del Partit de la Recta Via, Kamer Genç 13 membres del Partit Democràtic d'Esquerra foren elegits dins les llistes del Partit Republicà del Poble. |            |       |        |        |        |

## Imatges de la jornada electoral

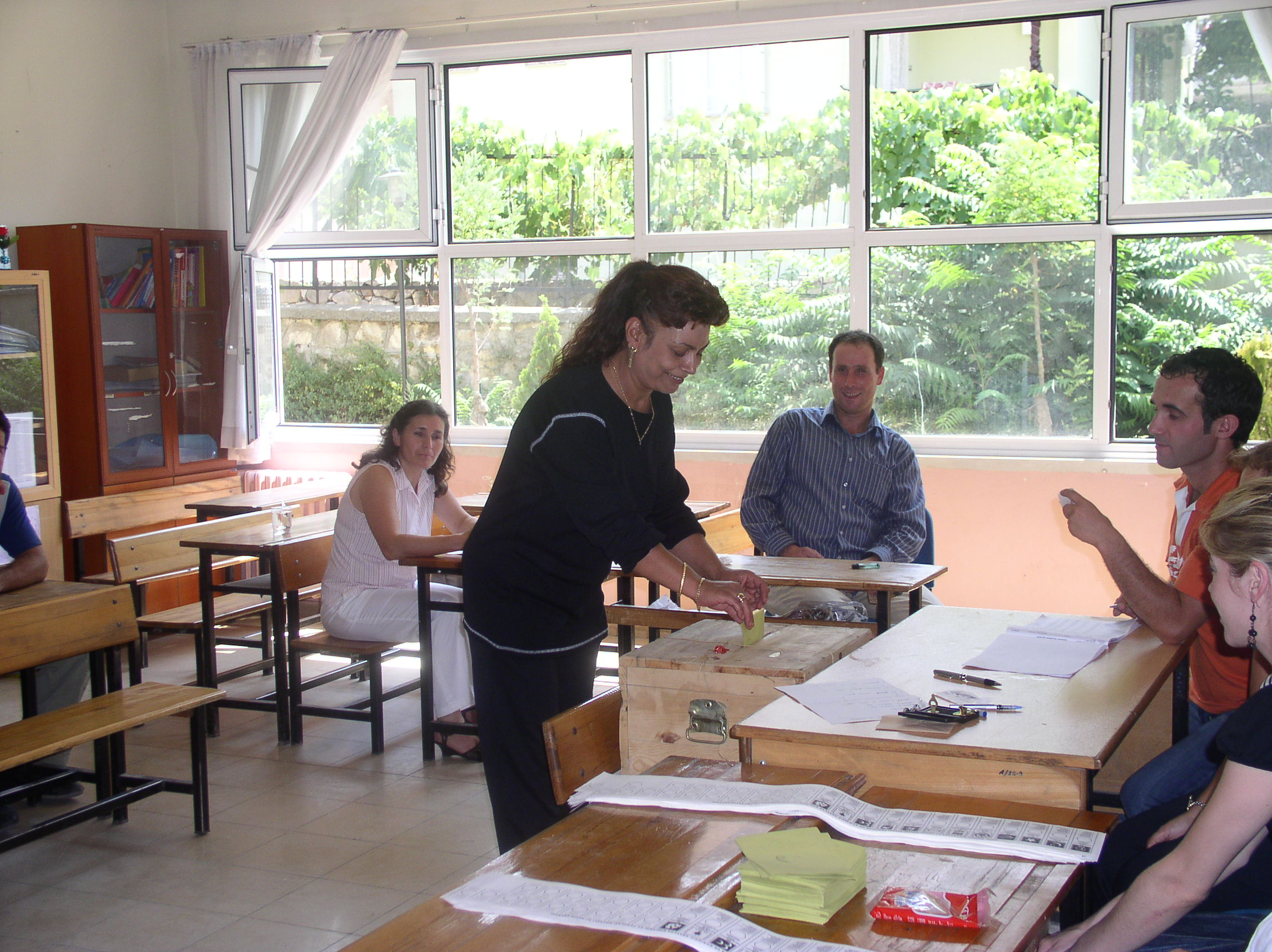
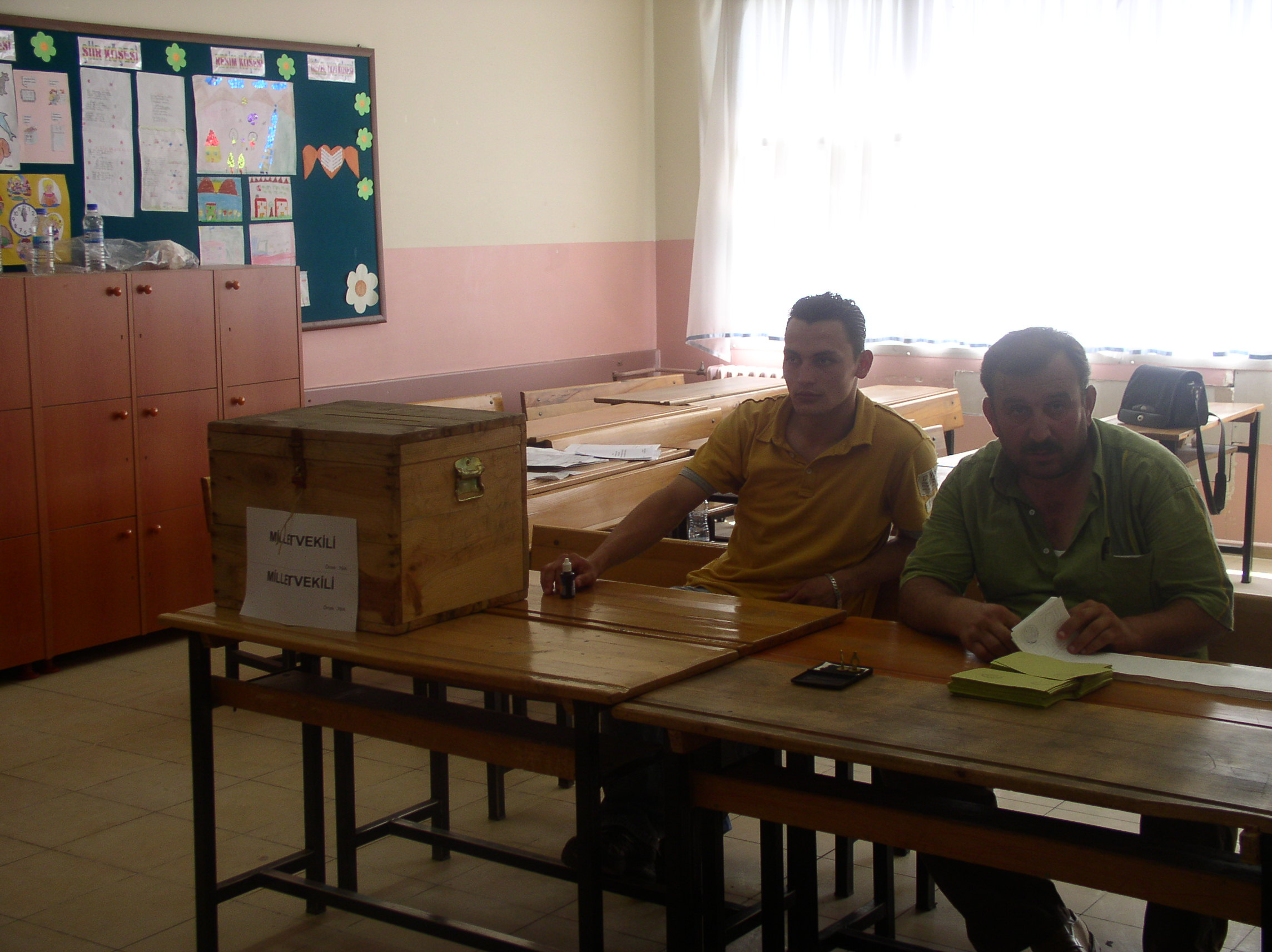
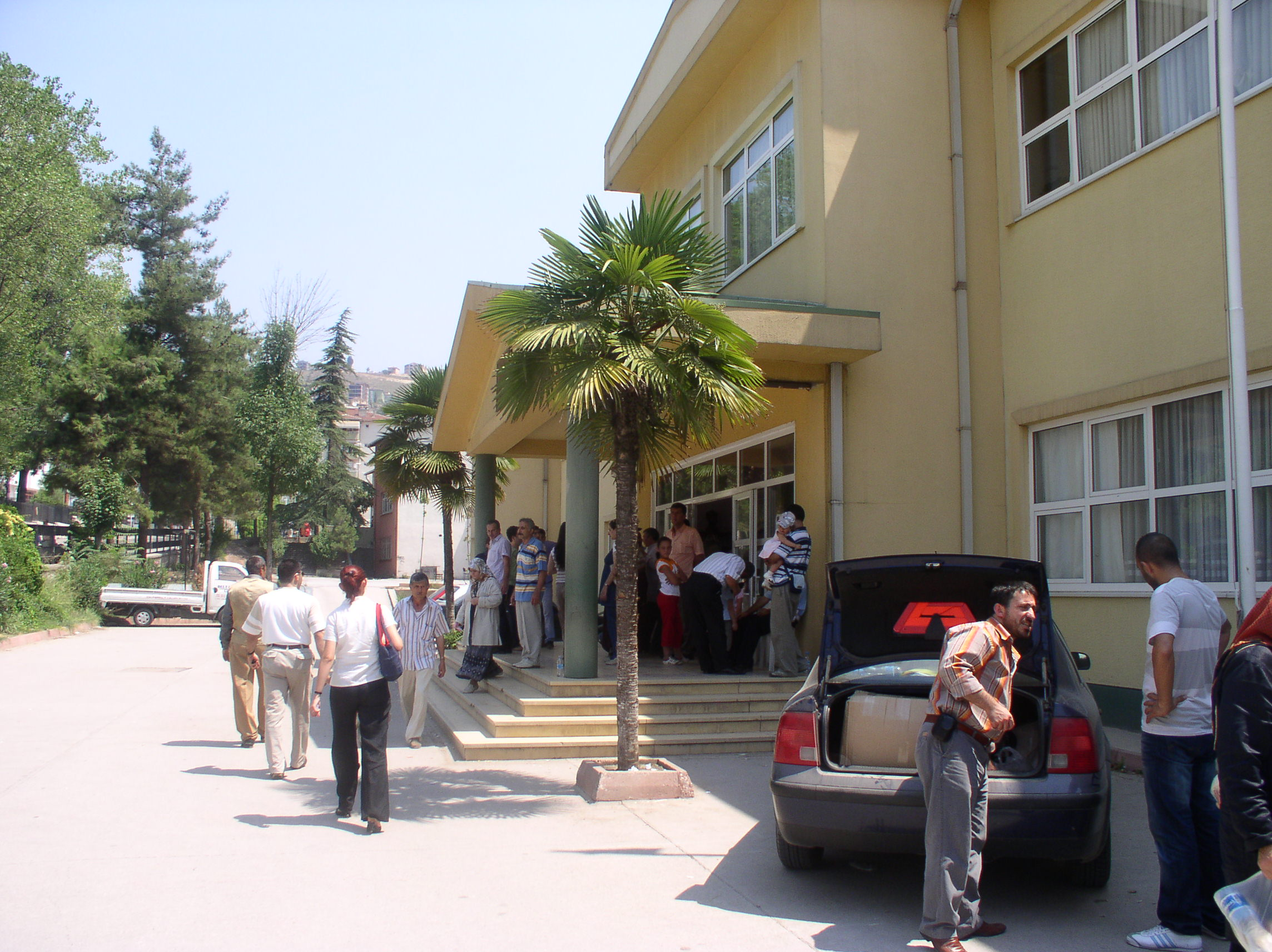